# Hoarafushi
Hoarafushi är en ö i Maldiverna. Den ligger i den norra delen av landet, 320 km norr om huvudstaden Malé. Geografiskt är den en del av Ihavandhippolhu atoll, men tillhör administrativt Haa Alif. Ön fick en flygplats år 2020.
Savannklimat råder i trakten. Årsmedeltemperaturen i trakten är 25 °C. Den varmaste månaden är mars, då medeltemperaturen är 27 °C, och den kallaste är juli, med 26 °C. Genomsnittlig årsnederbörd är 1 672 millimeter. Den regnigaste månaden är augusti, med i genomsnitt 297 mm nederbörd, och den torraste är januari, med 33 mm nederbörd.